# Środkowoazjatycki Okręg Wojskowy
Środkowoazjatycki Okręg Wojskowy (ros. Среднеазиатский военный округ, САВО) – ogólnowojskowy, operacyjno-terytorialny związek radzieckich sił zbrojnych.
Utworzony rozkazem Rewolucyjnej Rady Wojskowej ZSRR nr 304 z 4 czerwca 1926 poprzez przemianowanie Frontu Turkiestańskiego. Sztab znajdował się w Taszkencie.

## Oficerowie dowództwa
Dowódcy Okręgu
- gen. armii (od 1941) Josif Apanasienko: 25 lutego 1938 (rozkaz LKO nr 0177) - 14 stycznia 1941 (rozkaz LKO nr 0145);
- gen. mjr (1940) Siergiej Trofimienko: 14 stycznia 1941 (rozkaz LKO nr 0145) - ?

Członkowie Rady Wojskowej
- komisarz dywizyjny (1940) Jewgienij Rykow: 7 czerwca 1940 (rozkaz LKO nr 02459) - ?

Szefowie sztabu
- gen. mjr (1940) Michaił Kazakow: 3 kwietnia 1938 (rozkaz LKO nr 0276) - ?